# Opisthiolepis
- Commons
- Wikispecies

Opisthiolepis é um género botânico pertencente à família Proteaceae.